# Alabuka (Kasansai)
Die Alabuka (kirgisisch Алабука, auch Ala-Buka) ist ein linker Nebenfluss des Kasansai im Rajon Ala-Buka (Oblus Dschalal-Abad) in Kirgisistan.
Der Fluss entspringt an den Südosthängen des Tschatkalgebirges. Die Alabuka passiert das gleichnamige Dorf Ala-Buka, bevor sie kurz nach dem Kassan-Sai-Stausee in den Kosonsoy mündet. Sie hat eine Länge von 58 km. Ihr Einzugsgebiet umfasst 225 km². Der mittlere jährliche Abfluss der Alabuka beträgt 2,75 m³/s.
Der Fluss wird zur Bewässerung genutzt.